# Мецадзор
Мецадзо́р (вірм. Մեծաձոր) — село в марзі Арагацотн, на заході Вірменії. За 3 км на південний захід від села розташоване село Верін Базмаберд, за 2 км на південний схід розташоване село Байсз, а за 3 км на південь розташоване село Какавадзор, від якого йде асфальтна дорога, що з'єднує Какавадзор з трасою Єреван—Гюмрі. Село розташоване за 23 км на схід від Таліну і за 42 км на захід від Аштараку. На північний схід від села знаходиться плато гори Арагац, з вершинами Тірінкатар і Арагац. Основну частину населення складають єзиди.